# Okręg wyborczy nr 95 do Sejmu Polskiej Rzeczypospolitej Ludowej (1989–1991)
Okręg wyborczy nr 95 do Sejmu Polskiej Rzeczypospolitej Ludowej (1989–1991) obejmował Stalową Wolę oraz gminy Annopol, Batorz, Bojanów, Chrzanów, Dzwola, Godziszów, Gościeradów, Harasiuki, Janów Lubelski, Jarocin, Jeżowe, Krzeszów, Modliborzyce, Nisko, Potok Wielki, Pysznica, Rudnik, Szastarka, Trzydnik Duży, Ulanów, Zaklików i Zaleszany (województwo tarnobrzeskie). W ówczesnym kształcie został utworzony w 1989. Wybieranych było w nim 3 posłów w systemie większościowym.
Siedzibą okręgowej komisji wyborczej była Stalowa Wola.

## Wybory parlamentarne 1989

### Mandat nr 371 –Polska Zjednoczona Partia Robotnicza
| Kandydat | I tura | I tura | II tura | II tura |
| Kandydat | Głosów | %      | Głosów  | %       |
| --- | ------ | ------ | ------- | ------- |
| Kazimierz Wojas                                                                                                | 19 416 | 18,46  | 8507    | 31,33   |
| Joanna Proszowska                                                                                              | 16 084 | 15,29  | 15 627  | 57,55   |
| Józef Kiszka                                                                                                   | 10 160 | 9,66   | —       | —       |
| Liczba głosów ważnych: 105 185 (I tura) • 27 156 (II tura) Źródło: Państwowa Komisja Wyborcza I tura i II tura |        |        |         |         |

### Mandat nr 372 – bezpartyjny
| Kandydat                                                          | Głosów | %     |
| ----------------------------------------------------------------- | ------ | ----- |
| Władysław Liwak                                                   | 93 303 | 86,12 |
| Walery Bieniecki                                                  | 5997   | 5,54  |
| Jan Pac                                                           | 4742   | 4,38  |
| Liczba głosów ważnych: 108 346 Źródło: Państwowa Komisja Wyborcza |        |       |

### Mandat nr 373 – bezpartyjny
| Kandydat                                                          | Głosów | %     |
| ----------------------------------------------------------------- | ------ | ----- |
| Kazimierz Rostek                                                  | 88 073 | 83,72 |
| Włodzimierz Bramowicz                                             | 6317   | 6,01  |
| Wojciech Cubera                                                   | 3304   | 3,14  |
| Franciszek Sycz                                                   | 2586   | 2,46  |
| Liczba głosów ważnych: 105 196 Źródło: Państwowa Komisja Wyborcza |        |       |